# Dorfkirche Hammelspring
Die Dorfkirche Hammelspring ist die evangelische Kirche des zur Stadt Templin gehörenden Dorfes Hammelspring in Brandenburg. Die zugehörige Kirchengemeinde gehört zum Kirchenkreis Oberes Havelland der Evangelischen Kirche Berlin-Brandenburg-schlesische Oberlausitz.

## Architektur und Geschichte

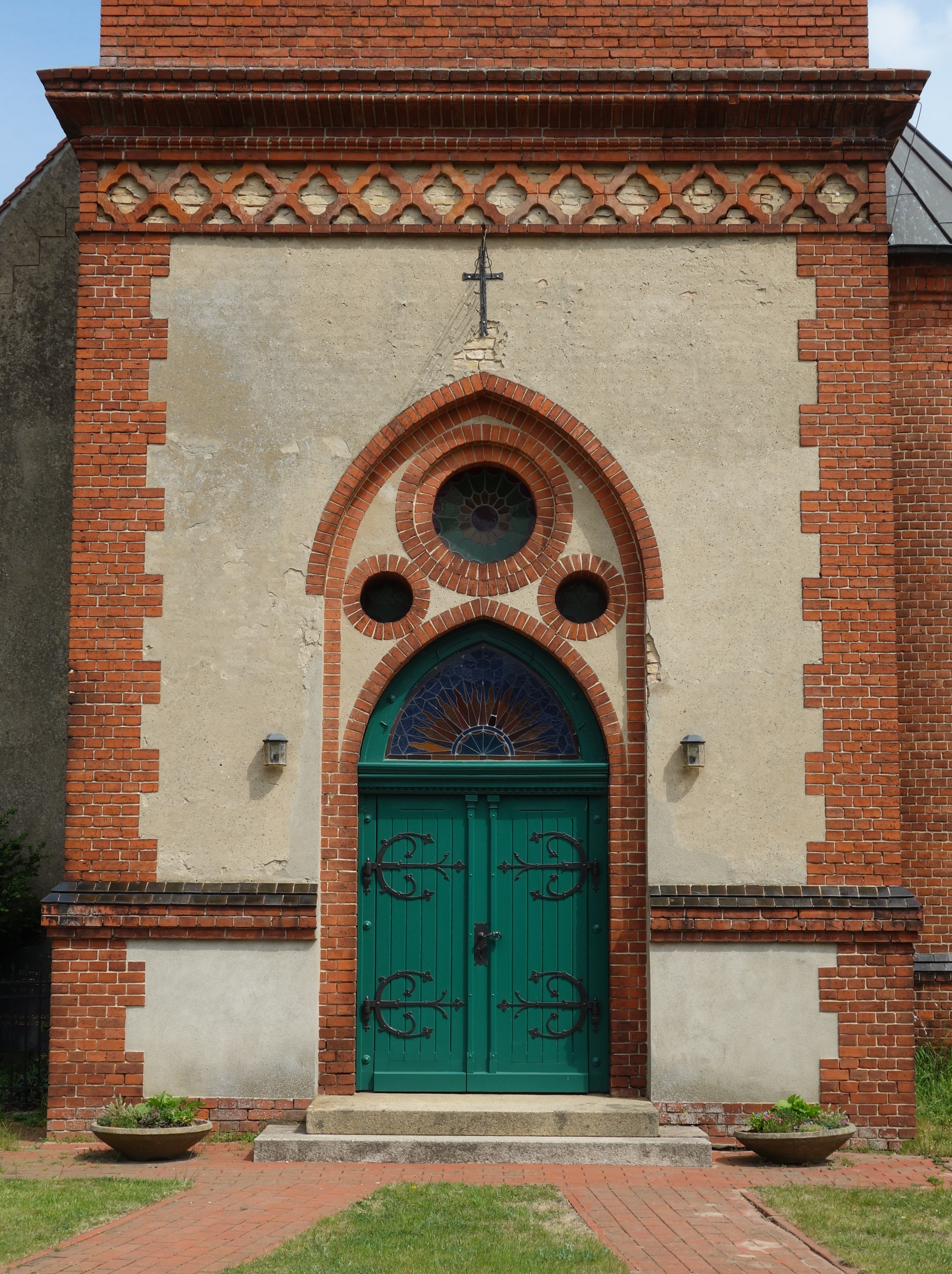
Westportal

Die Kirche entstand 1820 als verputzte Saalkirche auf rechteckigem Grundriss. Westlich des Schiffs steht der quadratisch angelegte, aus Backsteinen errichtete Kirchturm. Die oberen zwei Geschosse des Turms und der Spitzhelm wurden nach einem Brand 1898/1899 aufgesetzt.
Die Fenster der Kirche sind als einfache Spitzbogenfenster ausgeführt. Unterhalb des gekehlten Traufgesims befindet sich ein Vierpassfries. An der Nordseite wurde 1905 eine Gruft mit Stufengiebel und farbigen Glasfenstern angefügt. In einem kleinen Anbau auf der Ostseite befindet sich die zur Kanzel führende Treppe.
Das Turmuntergeschoss wird von einem mit Rankenornamenten verzierten Schirmgewölbe überspannt. Das Kirchenschiff verfügt über eine hölzerne Decke. Im Schiff befinden sich zwei Reihen sich verjüngender, hölzerner Rundstützen. Auf der Westseite ist eine Empore eingefügt auf der eine Hollenbach-Orgel steht. 1907 wurden Decke, Empore, Gestühl und Stützen mit Ornamentmalereien verziert. Die neogotische Ausstattung der Kirche, insbesondere Kanzelaltar stammen ebenfalls von 1907. Der Taufstein kam 1911 hinzu. Darüber hinaus findet sich ein Kachelofen mit einem durchbrochenen Giebeldach.
In den Jahren 1993 bis 1997 wurde die Kirche restauriert.